# Glenea major
Glenea major är en skalbaggsart som beskrevs av Stefan von Breuning 1956. Glenea major ingår i släktet Glenea och familjen långhorningar. Inga underarter finns listade i Catalogue of Life.